# 成就院 (三郷市)
成就院（じょうじゅいん）は、埼玉県三郷市にある真言宗醍醐派の寺院。

## 歴史
1868年（明治元年）、神谷安兵衛の開基である。当寺の本尊は不動明王で、かつては下総国葛飾郡大谷口村（現・千葉県松戸市大谷口）の小金城の城主高城氏が城内で祀っていたものであった。ところが1590年（天正18年）の小田原合戦で落城、その際に家臣の神谷安右衛門が持ち出したものである。その後、安右衛門の子孫が当地に定住したことにより、当地にて安置された。
ある日、末裔の神谷安兵衛は夢の中で不動明王が現れ、村人の願いを聞き届ける旨のお告げを聞いた。これをきっかけに不動明王を安置する不動堂を設けることになった。
この不動堂は霊験あらたかな不動様が鎮座する堂「谷口不動尊」として評判を呼び、1899年（明治32年）に本堂を建立し、寺号公称することになった。

## 交通アクセス
- 三郷中央駅より徒歩18分。